# Mocadera

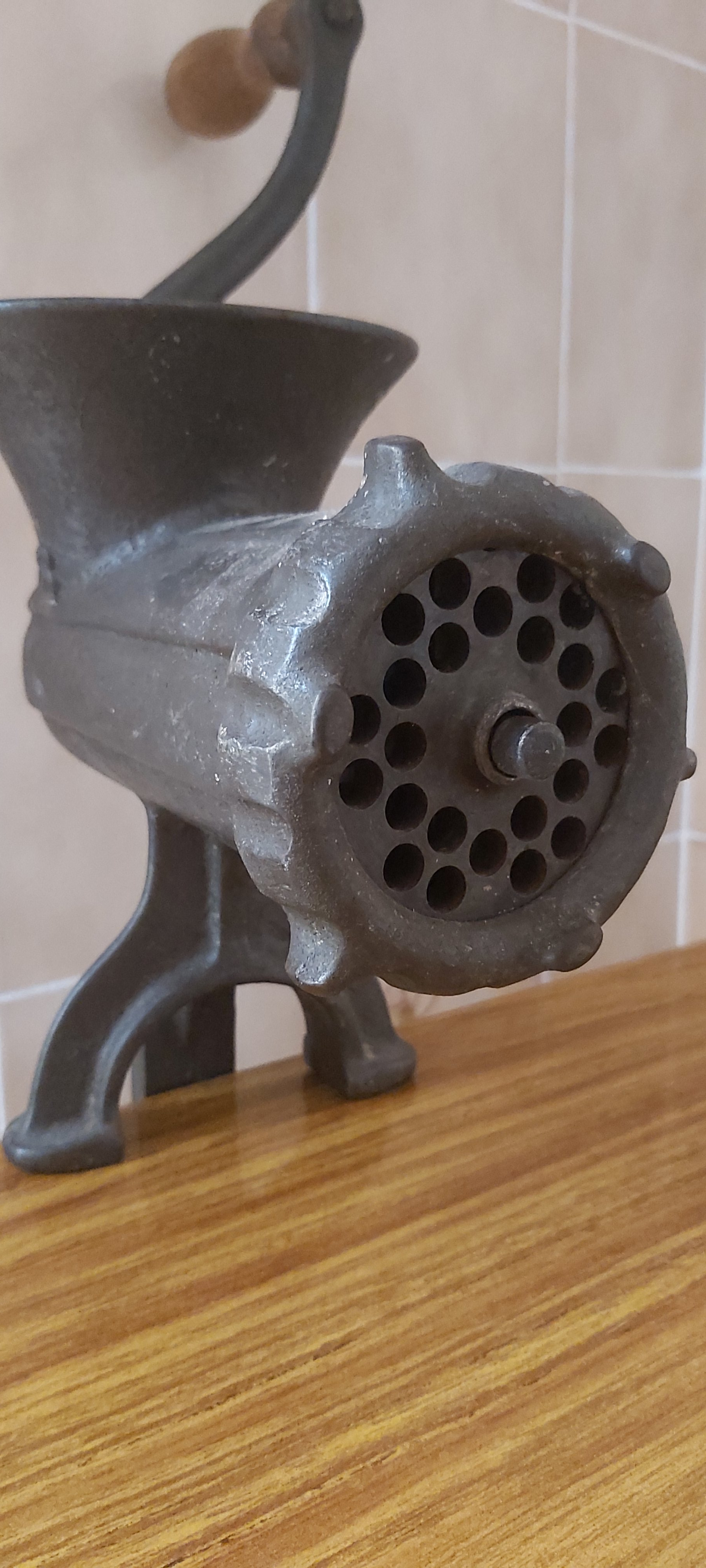
Màquina de fer botifarres

El mocader és la persona que realitza la neteja de la moca del porc i posteriorment elabora l'embotit, però popularment es coneix com la mocadera o la mandonguera, ja que per costum la dona assumeix el rol. L'ofici va lligat amb la tradicional matança del porc i, com aquesta, en vies d'extinció.
El concepte i el context de l'ofici ha anat evolucionant. Antigament la matança del porc era un fet anyal important per l'economia familiar, en canvi, l'any 2020, es prescindeix. Tot i així, encara existeixen algunes professionals que presten els seus serveis esporàdicament.
En els orígens la feina de mocadera era combinada amb altres tasques rurals. La climatologia de la zona determinava l'estacionalitat, de novembre a març, els mesos més freds.

## Funcions
Les tasques de la mocadera són diverses, entre elles, dirigeix i coordina les persones que intervenen, classifica la carn, controla els temps de cocció...
En el moment de la matança i en coordinació amb el matador o mataporcs, recull la sang amb un gibrell i la remou per evitar-ne la coagulació, després la cola i la reserva per fer la botifarra negra. Quan l'aigua de la caldera està a punt, escalda els peus de porc, la llengua, la careta ... Posteriorment fa la mocada: renta els budells amb aigua calenta i un ganivet, i de seguida els esbaldeix amb aigua bullent i treu tot el que hi ha dins, i quan són nets els frega amb aigua, llimona i sal. Després separa i classifica les carns segons el destí final; la carn per fer les botifarres l'amaneix, i seguidament fa el tastet. A continuació emboteix la carn, lliga les botifarres i les cou.